# Hautes-Terres orientales
Hautes-Terres orientales est une province de la Papouasie-Nouvelle-Guinée appartenant à la région des Hautes-Terres.

## Districts

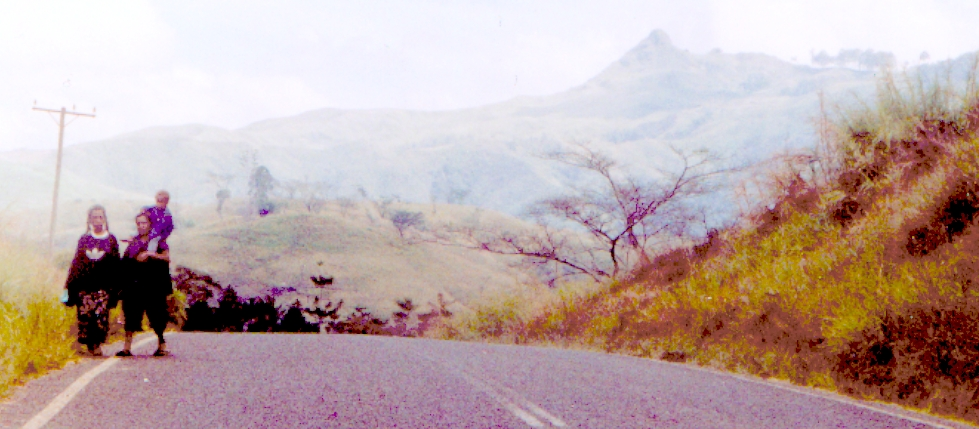
La soi-disant « autoroute des Highlands »

- Daulo
- Goroka
- Henganofi
- Kainantu
- Lufa
- Obura-Wonenara
- Okapa
- Unggai-Benna